# Karl II. (Parma)

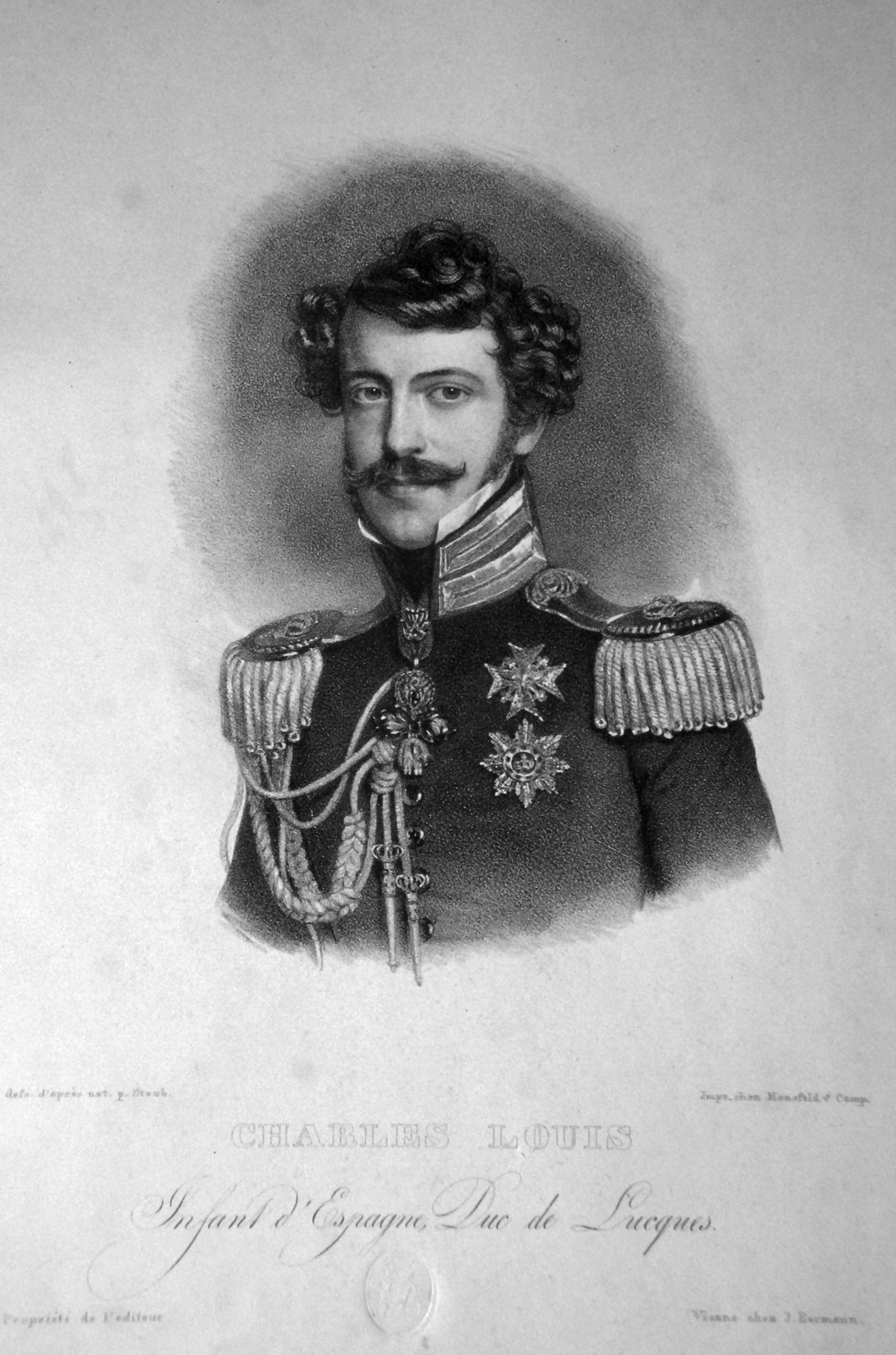
Karl II. von Parma, Herzog von Lucca, Lithographie von Andreas Staub

Karl II., Herzog von Parma, vollständiger Name Karl Ludwig Ferdinand von Bourbon-Parma, Infant von Spanien (* 22. Dezember 1799 in Madrid; † 16. April 1883 in Nizza) war der letzte König von Etrurien, Herzog von Lucca und Herzog von Parma.

## Familie
Karl war der einzige Sohn des Königs Ludwig I. von Etrurien (1773–1803) und seiner Gemahlin Infantin Maria Louisa (1782–1824), der Tochter des spanischen Königs Karl IV. und seiner Gattin Prinzessin Maria Luise von Bourbon-Parma. Seine einzige Schwester war Prinzessin Maria Louise von Sachsen.

Maria Theresia von Savoyen

Am 5. September 1820 heiratete er in Turin die Prinzessin Maria Theresia von Savoyen (1803–1879), Tochter von König Viktor Emanuel I. von Sardinien und seiner Gattin Erzherzogin Maria Theresia von Österreich-Este. Aus der Verbindung gingen zwei Kinder hervor:
- Luisa (1821–1823)
- Ferdinand Karl III. (1823–1854) ⚭ Prinzessin Louise Marie Therese von Frankreich (1819–1864)

## Leben
Kaiser Napoleon I. vereinbarte 1801 mit Spanien und dem Haus Bourbon-Parma, dass das Doppelherzogtum Parma und Piacenza nach dem Tod Großherzog Ferdinand III. an Frankreich fallen sollte, während dessen Herrscherhaus in der Toskana entschädigt werden sollte, wo dafür ein neues „Königreich Etrurien“ geschaffen wurde. Parma und Piacenza fielen 1802 an Frankreich (wo Napoleon später zwei seiner Günstlinge zu nominellen Herzögen einsetzte). Etrurien wurde den parmesischen Bourbonen 1807 wieder abgenommen, Herzog Karl allerdings als Entschädigung ein „Königreich Lusitanien“ in Nordportugal versprochen.

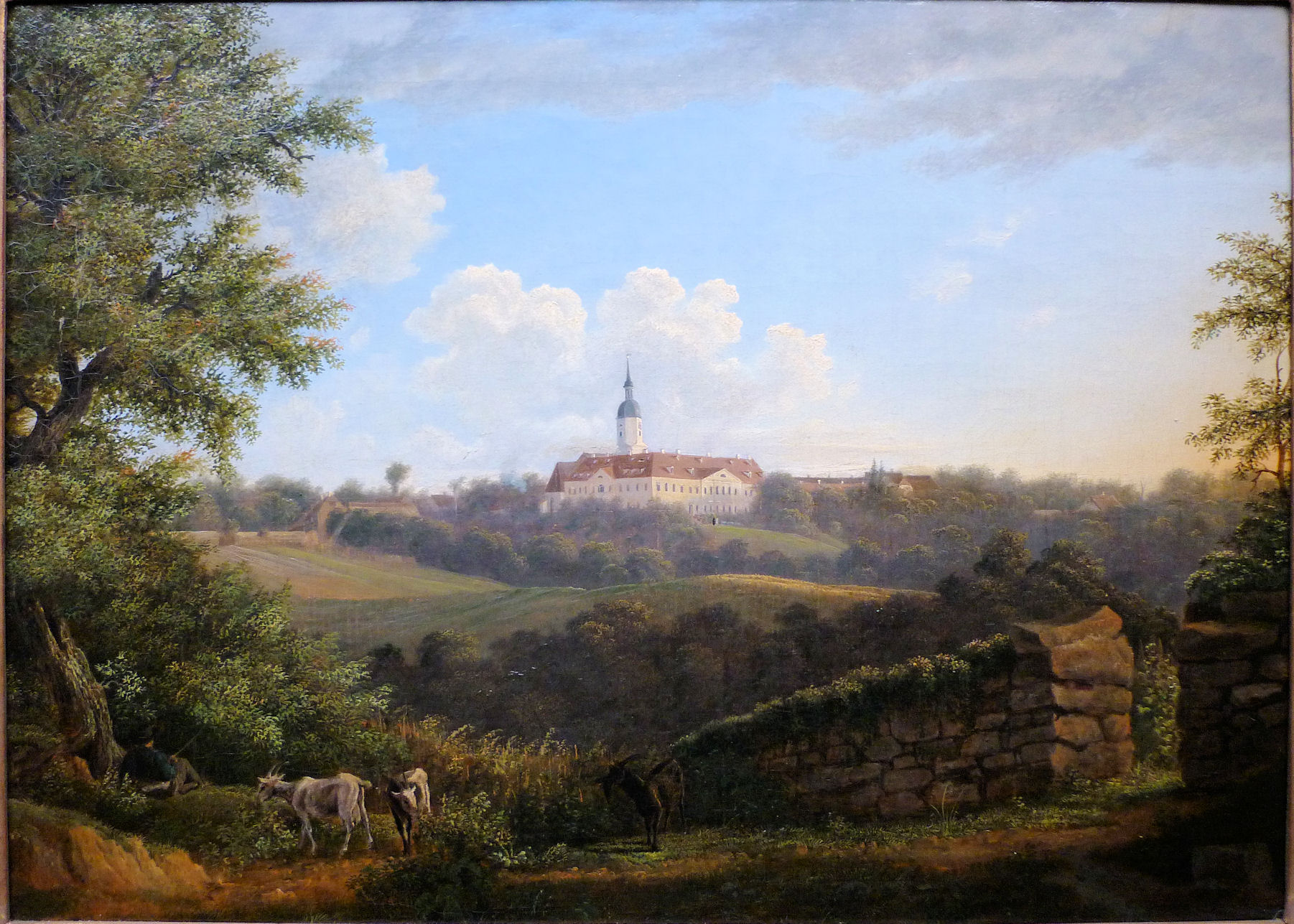
Schloss Weistropp bei Dresden in Sachsen (1832)

Doch auch nach dem Ende der Herrschaft Napoleons 1814 konnte der Erbe der bourbonischen Ansprüche, Karl II. von Bourbon-Parma, nicht zurückkehren, da das Doppelherzogtum auf dem Wiener Kongress von den Großmächten für die österreichische Kaisertochter und bisherige französische Kaiserin Marie Louise auf Lebenszeit reserviert wurde. Erst nach ihrem Tod sollten Parma und Piacenza an das Haus Bourbon-Parma zurückfallen, für die Zwischenzeit wurden die bourbonische Herzoginwitwe Maria Louisa und Karl II. nach anfänglichem Sträuben mit dem kleinen, eigens neu geschaffenen Herzogtum Lucca abgefunden. Dort verzichtete Karl II. jedoch schon vor dem vereinbarten Wechsel in sein Stammland aus Furcht vor revolutionären Entwicklungen im Oktober 1847 auf den Thron, Lucca fiel vertragsgemäß an das habsburgische Großherzogtum Toskana.
Nach dem Tod der Kaiserin Marie Louise im Dezember 1847 trat dann der kurzfristig landlose Bourbone Karl II. seine angestammte Herrschaft in Parma und Piacenza an, wo er jedoch bereits im Folgejahr 1848 – wie alle Regierungen Italiens – erneut mit der Revolution und dem Bestreben nach nationaler Einheit konfrontiert wurde. Zweimal – im April 1848 und (nach seiner Rückkehr im August 1848) im März 1849 – flüchtete der Herzog aus dem Land, in das er danach nie mehr zurückkehrte, da er entnervt zugunsten seines Sohnes Karl III. abdankte. Von da an lebte er unter anderem im sächsischen Weistropp als Privatmann – oft aber auch in Nizza, wo er auch 1883 starb.

## Ehrungen
- Um 1840 war er als Karl Ludwig Herzog von Lucca Inhaber des österreichischen k.k. Linien-Infanterieregiments Nr. 24, das damals auch seinen Namen trug.